# 太田永厳
太田 永厳（おおた えいげん、? - 1524年）は、戦国時代前期（永正・大永期）の武将。永厳は法名で、諱は不詳。通称は源六、備中守。太田道灌の子孫のうち、資康系（江戸太田氏）・資家系（岩付太田氏）とは別の系統に属し、かつ道灌の嫡流として太田氏の家督と扇谷上杉氏の家宰職を継いだ人物と考えられている。
後世の系譜などをはじめとする史料では、太田氏一族は道灌の没後、実子の資康の系統と、甥で道灌の養子になった資家の系統に分かれ、前者が江戸城を、後者が岩付城を本拠にしたと解されてきた（ただし、資家が岩付城主であった史料的裏付けはない）。ただし、従来の系譜では十分な説明できない人物も存在しており、永厳もその一人である。
永厳は、道灌のもう1人の甥で資家と同じく道灌の養子となった資雄の子、あるいは資家の子で資雄の跡を継いだ人物と推定され、『太田潮田系図』では資家の子に「備中守」を置き、後世に資家の後継者として知られている資頼は兄である備中守の跡を継いだとする。また、同系図によれば、資頼は永厳の息子で
ある太田源六（実名不詳）に娘を嫁がせていたとする。また、『年代記配合抄』永正2年（1505年）条には太田六郎右衛門尉の遺跡を備中守が継いだと記し、『鎌倉九代後記』永正6年（1509年）条には「太田備中守」の名前が登場し、『石川忠総留書』大永4年（1524年）正月条には扇谷上杉氏の上杉朝興が山内上杉氏の上杉憲房との和解のために派遣した代官として「太田備中入道永厳」の名前が登場している。
なお、『石川忠総留書』にある大永4年正月の記事を最後に永厳の動向は不明となり、翌2月には北条氏に通じた太田資頼が岩付城を奪い、すぐに扇谷上杉氏に降伏して同城を任されるなどの太田氏を取り巻く状況は大きな変転を迎える。この時期の混乱の中で永厳・源六父子が相次いで没し、縁戚である太田資頼がその遺跡・地位を継承したと考えられている。